# 6832 Kawabata
6832 Kawabata eller 1992 FP är en asteroid i huvudbältet som upptäcktes den 23 mars 1992 av de båda japanska astronomerna Kazuro Watanabe och Kin Endate vid Kitami-observatoriet. Den är uppkallad efter den japanske författaren Yasunari Kawabata.
Asteroiden har en diameter på ungefär 12 kilometer och den tillhör asteroidgruppen Ashkova.